# Família Salvador

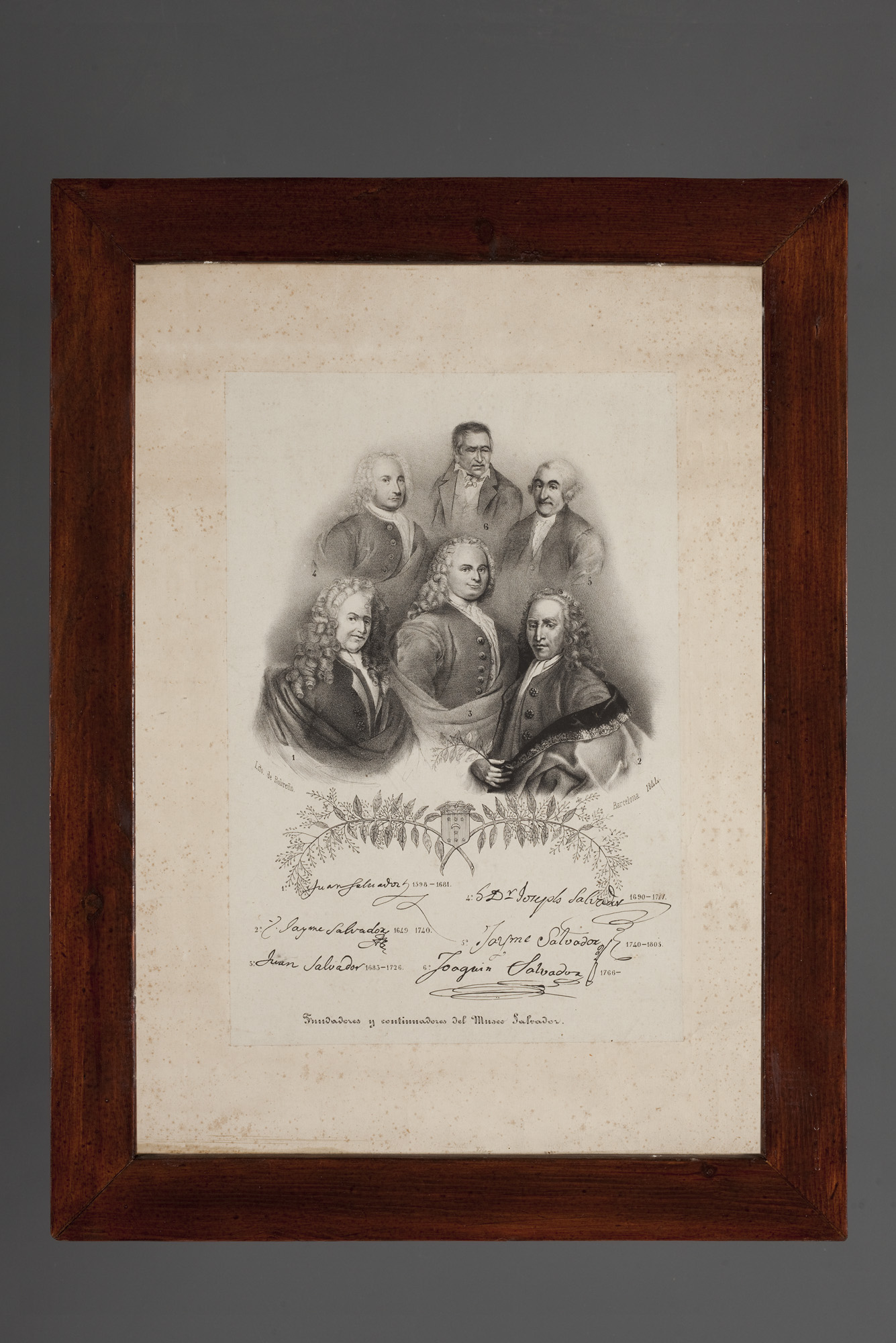
Els Salvador

La família Salvador va ser una nissaga d'apotecaris i naturalistes que, des del començament del segle xvii i fins a mitjans del segle xix va aplegar, conservar, estudiar i –com a mínim des de mitjan segle XVIII– obrir a la curiositat d'altres estudiosos, una àmplia biblioteca i unes extenses col·leccions naturalistes. En el seu temps, aquestes col·leccions van esdevenir les col·leccions de ciències naturals més importants de Barcelona.
En referir-nos a la nissaga Salvador, ens referim especialment a Joan Salvador i Boscà, iniciador de la col·lecció de ciències naturals, al seu fill i nets així com part de la descendència del seu net petit. L'element que els defineix és l'elaboració, estudi i dedicació a la col·lecció que coneixem amb el nom de "col·lecció Salvador".

## Joan Salvador i Boscà

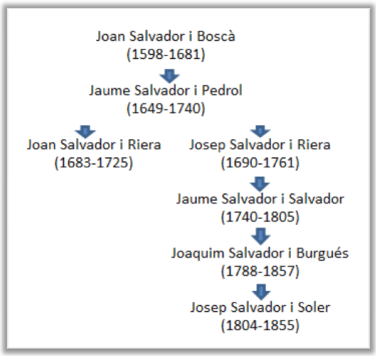
Arbre genealògic de la família Salvador

L'iniciador de la nissaga va ser Joan Salvador i Boscà (Calella, 1598 - Barcelona, 1681), admès el 1616 com a apotecari pel Col·legi de Barcelona. Contemporani de Galileu i de Harvey, gairebé coetani de Descartes, era un home del temps de la revolució científica. Després de viatjar pels reialmes hispànics durant els anys 1622 i 1623, va tornar a Barcelona i es va fer càrrec de l'apotecaria de Gabriel Pedrol (situada al carrer Ample de Barcelona), amb una filla del qual es va casar: Victòria Pedrol. Va iniciar les col·leccions i la biblioteca familiars segons testimonien, encara avui, diversos ex-libris. Va mantenir, a més, correspondència i intercanvis amb altres naturalistes europeus contemporanis, molt particularment amb el metge i naturalista dominic francès, establert a Roma, Jacques Barrelier (1606-1672). També amb l'apotecari i viatger neerlandès instal·lat a Lisboa Willem Boel.

## Jaume Salvador i Pedrol

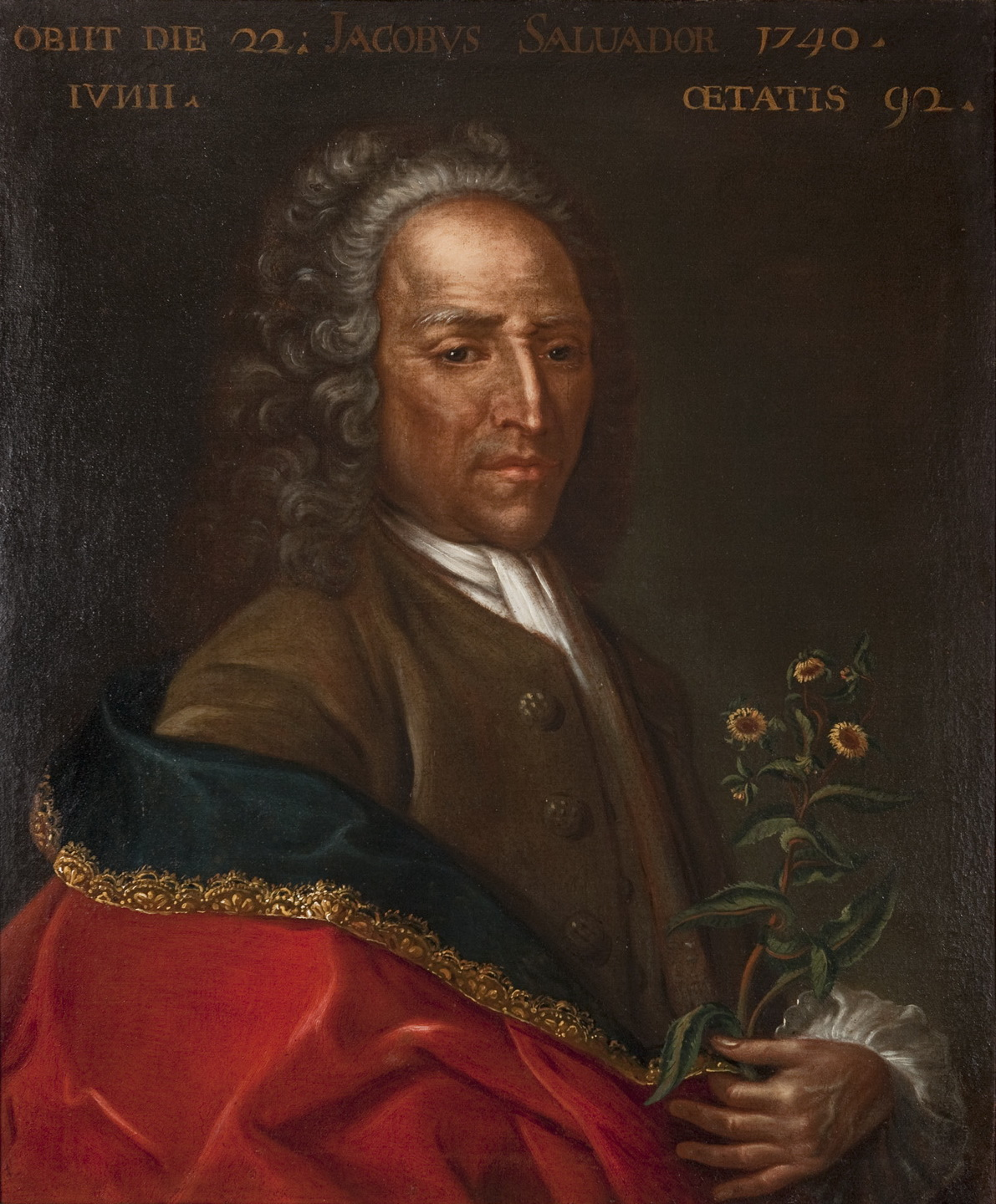
Jaume Salvador i Pedrol

El fill de Joan Salvador, Jaume Salvador i Pedrol (Barcelona 1649-1740), es va formar inicialment com a apotecari al costat del seu pare i va ser admès al Col·legi de Barcelona l'any 1669. Després va estudiar a Montpeller amb Peire Magnol (1638-1715) i anys més tard va ser amic i company de viatges pel Principat i pel País Valencià, durant l'any 1681, del botànic Joseph Pitton de Tournefort (1656-1708).
Durant la Guerra de Successió Espanyola va aplegar a la rebotiga de l'apotecaria del carrer Ample una tertúlia científica que va ser freqüentada pels més distingits apotecaris, cirurgians i metges dels exèrcits aliats de Carles III d'Habsburg, de guarnició o de pas, a Barcelona. Entre ells Pius Nikolaus Garelli, metge de cambra del rei, el metge anglès John Freind, o el flamenc Jan Lecaan, juntament amb altres catalans interessats igualment per la ciència. Ell mateix va ser també un botànic competent i, a més d'ampliar notablement les col·leccions i la biblioteca que li havia llegat el seu pare, va crear, a Sant Joan Despí, un jardí botànic.
Podem observar una escultura de Jaume Salvador i Pedrol a la façana del Museu Martorell de Barcelona, obra de l'escultor Eduard Alentorn.

## Joan Salvador i Riera

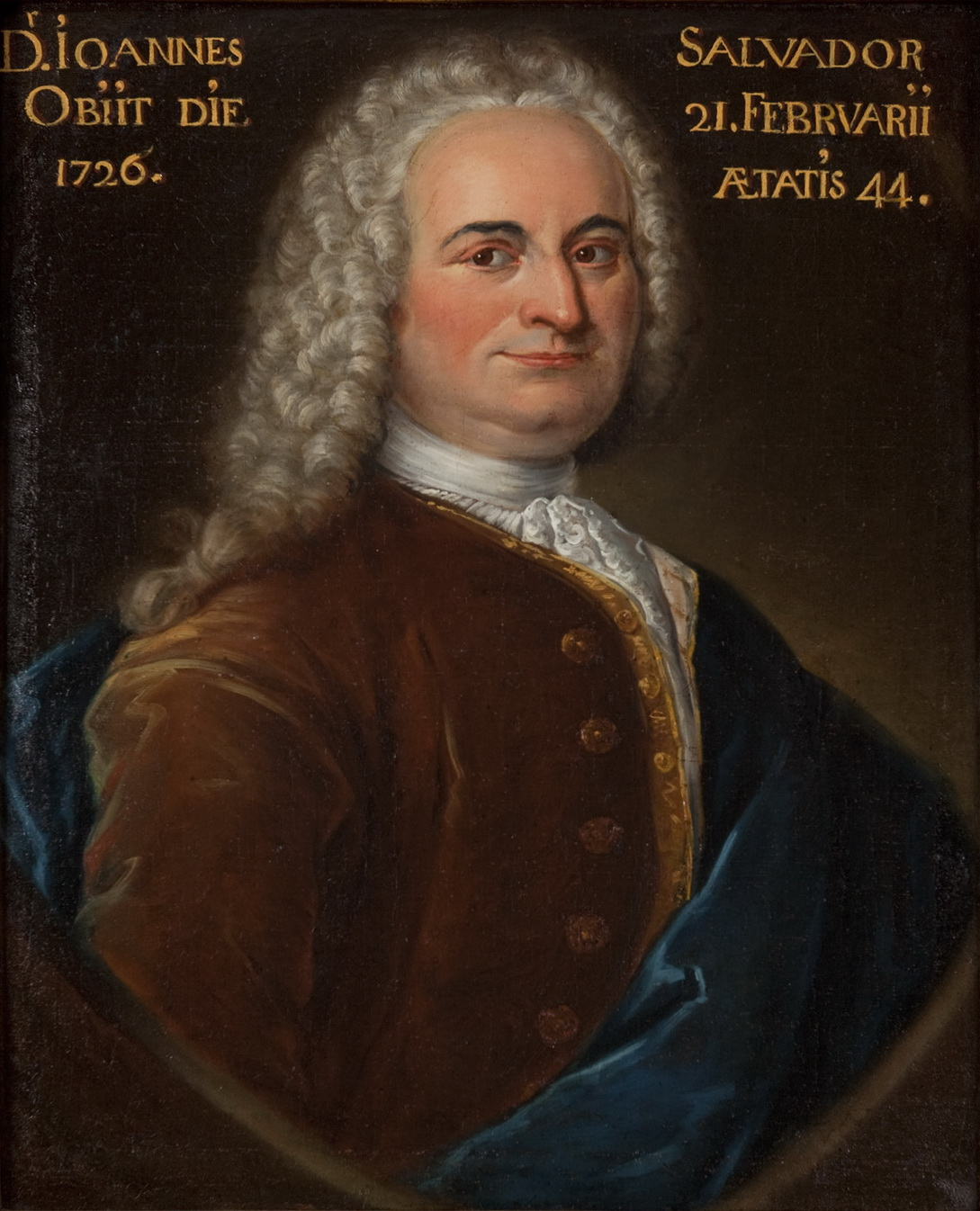
Joan Salvador i Riera

El fill gran de Jaume Salvador, Joan Salvador i Riera (Barcelona 1683-1725), va ser probablement la figura científica catalana de més relleu del seu temps. Com el seu pare, va anar a estudiar a Montpeller al costat de Magnol (1704-05) i a continuació a París (1705-06), on va tenir per mestre Tournefort, que el va allotjar i li va fer present de duplicats d'algunes de les plantes que havia recollit en el viatge que havia fet pel Mediterrani oriental i Anatòlia (1700-02). Malauradament, durant l'estada a París va esclatar la Guerra de Successió Espanyola, de manera que es va trobar en país enemic i va haver de passar a Itàlia precipitadament. Allí va conèixer Michelangelo Tilli (1655-1740), professor a Pisa, i Giovanni B. Trionfetti (1658-1708), que ho era a Roma. De retorn a Barcelona, la tardor del 1706, va trobar la rebotiga del pare convertida en una improvisada acadèmia, a la qual, ràpidament, es va integrar. A partir d'aquell moment, va establir fructuosos intercanvis amb personatges com l'holandès Herman Boerhaave (1668-1738), anys a venir protector de Linné; o el britànic Hans Sloane (1670-1753), el futur fundador del Museu Britànic. El 1711, encara en plena guerra, va ser el primer a explorar des del punt de vista botànic Mallorca i Menorca. A la fi de la contesa, va reprendre les relacions amb els cercles científics francesos i ja el 1715 va ser nomenat corresponsal de lAcademie Royale des Sciences. L'any següent, va ser convidat a repetir, en companyia d'Antoine de Jussieu, una part dels itineraris de Tournefort per la península Ibèrica. Posteriorment va mantenir correspondència amb Jussieu i es va interessar també pels peixos (i la pesca) i la fauna marina en general de les costes catalanes, així com pels minerals i els fòssils. Va iniciar l'ordenació de les col·leccions familiars, que ell havia enriquit considerablement, sobretot l'herbari, que va ordenar segons el sistema de Tournefort.

## Josep Salvador i Riera
El seu germà Josep Salvador i Riera (1690-1761) va completar aquesta ordenació quan, a la mort del seu pare, va entrar en possessió de les col·leccions. De fet, ell és el màxim responsable de la configuració de les col·leccions Salvador tal com ens han arribat. Va fer construir prestatgeries per als llibres, armaris per al droguer i per als animals conservats en esperit de vi, calaixeres per a les petxines, minerals, fòssils i medalles, caixes especials per servir d'herbari i altre mobiliari i accessoris. Les pintures que decoren les portes del mobiliari estan inspirades en gravats de llibres de la pròpia biblioteca, així com per espècies emblemàtiques de jardins del segle xvii. Com el seu pare i el seu germà, havia estudiat a Montpeller, on va ser condeixeble de Bernard de Jussieu (1699-1777), germà d'Antoine. De la mateixa manera que els seus familiars, tampoc va descuidar la correspondència, en particular, amb molts catalans residents a Madrid, com els botànics del tot just creat Reial Jardí Botànic, amb el seu condeixeble Bernard de Jussieu i amb Pere Barrère, metge i naturalista perpinyanès amb qui es va relacionar força.
Va ser membre de la Real Academia Médica Matritense, de la qual fou nomenat director de Farmàcia l'any 1739.

## Jaume Salvador i Salvador i Joaquim Salvador i Burgés
El fill d'aquest, Jaume Salvador i Salvador (1740-1805), i el seu net, Joaquim Salvador i Burgés (1766-1856), no van seguir les passes dels seus antecessors, però tant el primer com la seva vídua, Francesca Burgés Fàbregas (m. 1830), van saber conservar el patrimoni familiar i no van deixar de mantenir-lo accessible als estudiosos.

## Josep Salvador i Soler
El darrer dels Salvador naturalistes va ser Josep Salvador i Soler (1804-1855). Mort prematurament en un tràgic accident, quan els seus fills eren encara menors d'edat, els tutors d'aquests van decidir traslladar les col·leccions al gran mas de la Bleda, al Penedès. D'allí, les va rescatar, vuitanta anys més tard, Pius Font i Quer per dipositar-les a l'Institut Botànic de Barcelona, que la Generalitat de Catalunya acabava de crear.

## La col·lecció Salvador

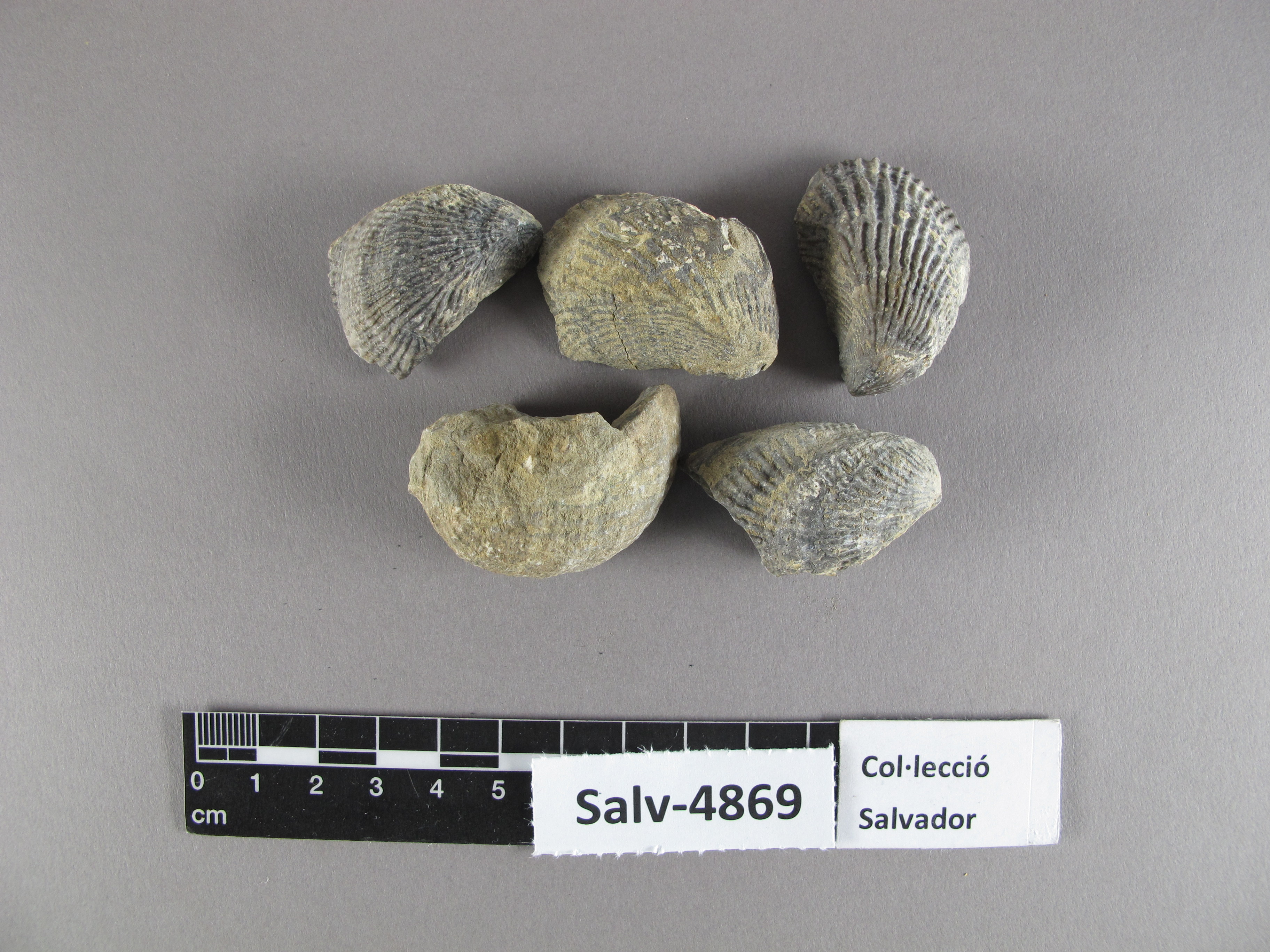
Salv-4869. Fòssils de la col·lecció Salvador. Fotografia: Natàlia Hervás

La col·lecció Salvador, o gabinet Salvador, és un conjunt de llibres, plantes seques, minerals, conquilles, espècimens naturals, vestigis arqueològics (peces d'antiquari) i cartes iniciada per Joan Salvador i Boscà al segle xvii, i conservada i enriquida pels seus descendents fins ben entrat el segle xix. La seva funció inicial era la classificació i ordenació d'elements d'arreu del món per a la seva utilització com a remeis. Durant aquests dos segles, la col·lecció Salvador va ser una fita obligada de tots els naturalistes que bé passaven per Barcelona o bé tenien aquesta ciutat com a centre d'activitat. El gabinet Salvador era, en la seva època, el més complet i divers del Principat, i un dels més importants de la península Ibèrica.
Atesa la relació que els Salvador van mantenir amb altres naturalistes i col·leccionistes del moment, podem trobar objectes originats al gabinet d'apotecaris Salvador entre les col·leccions d'institucions com el Museu Britànic o el Musée National d'Histoire Naturelle de París.

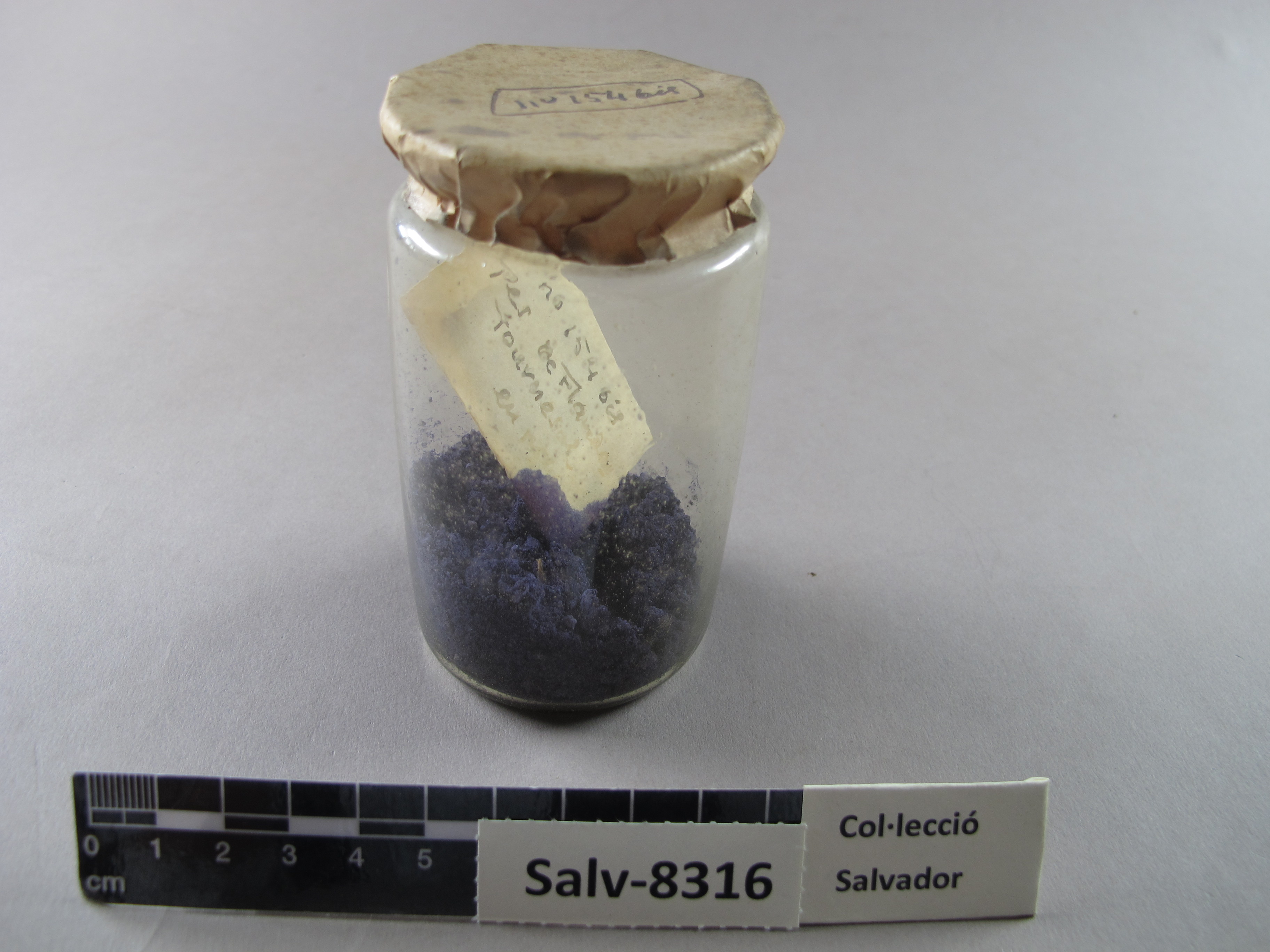
Salv-8316. Pot d'apotecaria de la col·lecció Salvador. Fotografia: Natàlia Hervás

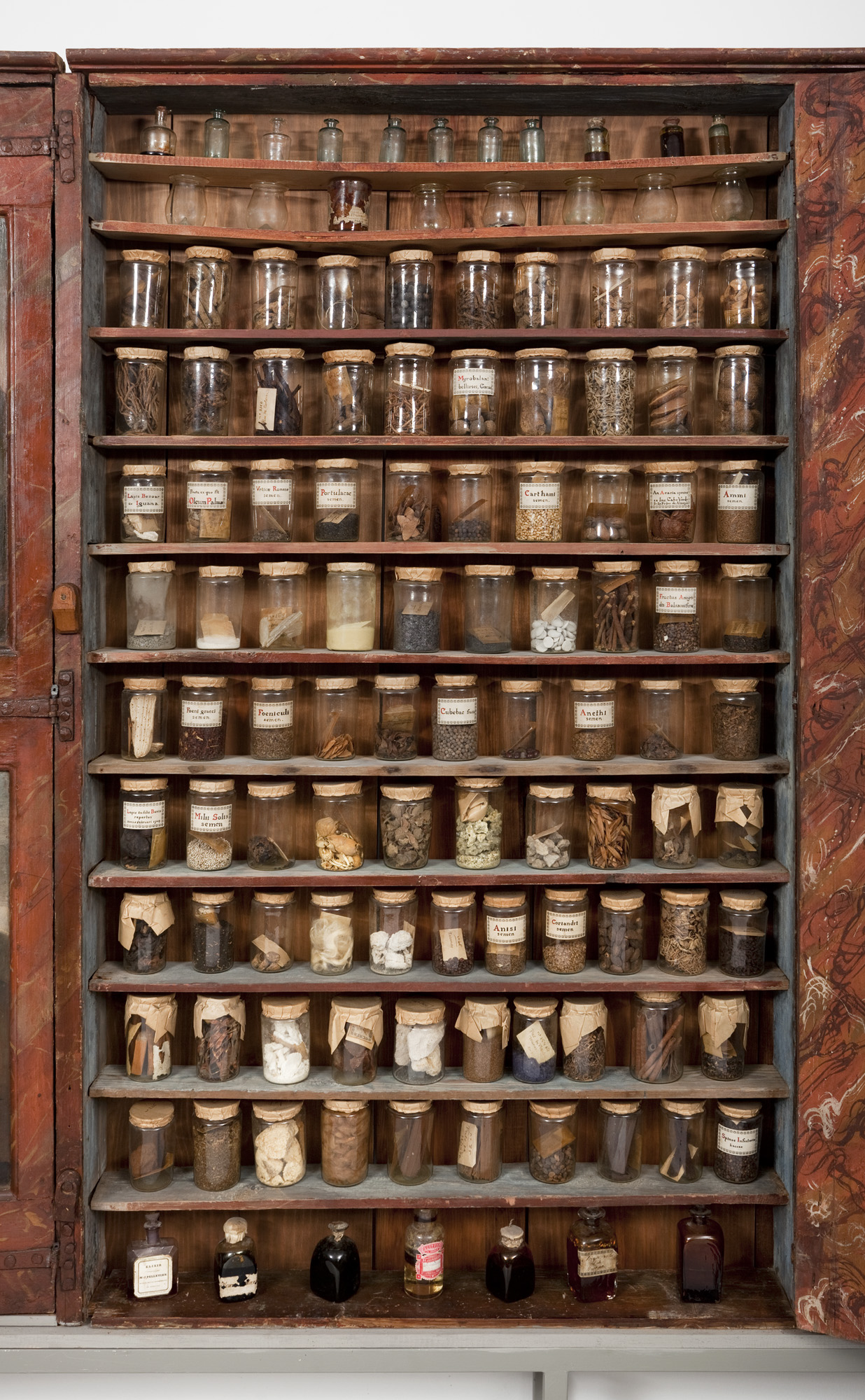
Pots de "simples medicinals". Fotografia: Jordi Vidal

A mitjans del segle xviii la col·lecció es va obrir a naturalistes i estudiosos, esdevenint la primera col·lecció oberta al públic a Barcelona. Amb la mort de l'últim personatge que custodià la col·lecció, Josep Salvador i Soler, es va provocar el final del gabinet del carrer Ample. Els administradors de l'herència decidiren vendre l'apotecaria i traslladar el museu, que fins aleshores havia estat al carrer de la Fusteria a les golfes d'una masia del Penedès. Així, va restar ocult des del 1855 fins a la Guerra Civil a la masia la Bleda de Vilafranca del Penedès. Des d'aleshores i durant més de 70 anys es van donar per perduts els materials del museu-herbari, fins que, el botànic Pius Font i Quer, llavors director de l'Institut Botànic de Barcelona, les va adquirir l'any 1937 depositant-les a la institució que dirigia. Entre el material recuperat es trobaven 1420 volums de la biblioteca, 18 calaixos amb herbari -amb més 5000 plantes-, calaixos de minerals, mol·luscs i diferents retrats dels Salvador. L'any 1940 va ser adquirida per l'Ajuntament de Barcelona, que les ha mantingut fins a l'actualitat a l'Institut Botànic.
Aquesta col·lecció, pel seu contingut, especialment la biblioteca, l'herbari i les sèries de correspondència, esdevenen una font primària primordial per a l'estudi de la història natural de Catalunya i, també, de les xarxes de comunicació cientifica entre els segles xvii i XVIII. I al seu interès històric, s'uneix, també, l'interès florístic i el biogeogràfic.
Des de l'any 2003, la col·lecció es troba en el nou edifici de l'Institut Botànic, construït gràcies a un conveni amb el CSIC, el qual a banda de disposar millors condicions de conservació és obert al públic. Des del 2011 s'ha treballat en el registre, la documentació i la restauració i conservació de tots els elements de la col·lecció. El juliol del 2013 l'Ajuntament de Barcelona adquirí els documents i espècimens que encara restaven a la masia del Penedès i que completen la col·lecció custodiada per l'Institut Botànic. La troballa dels objectes va ser casual, ja que es va tenir coneixement de la seva existència gràcies a les gestions que el Departament d'Exposicions del Museu de Ciències Naturals de Barcelona estava realitzant per al muntatge de l'exposició Salvadorianae. El juliol del 2014 el total de registres de la col·lecció sumava 9056 unitats de registre.
El 19 de maig de 2014, s'inaugurà a l'Institut Botànic l'"exposició Salvadoriana", amb la pretensió d'explicar què és el Gabinet Salvador i posar-lo en el context de l'època en què es va formar, explicant tots els avatars de la seva història. L'exposició restarà oberta al públic fins al 30 d'abril de 2016. Aquesta exposició s'emmarca dins dels actes de celebració del Tricentenari 1714-2014 i durarà fins a l'abril del 2016.
L'any 2015 van ser trobats dos fragments del meteorit de Barcelona, caigut sobre Terrassa el 25 de desembre de 1704 i del que es creia que no se n'havia recuperat cap fragment.

## La biblioteca Salvador

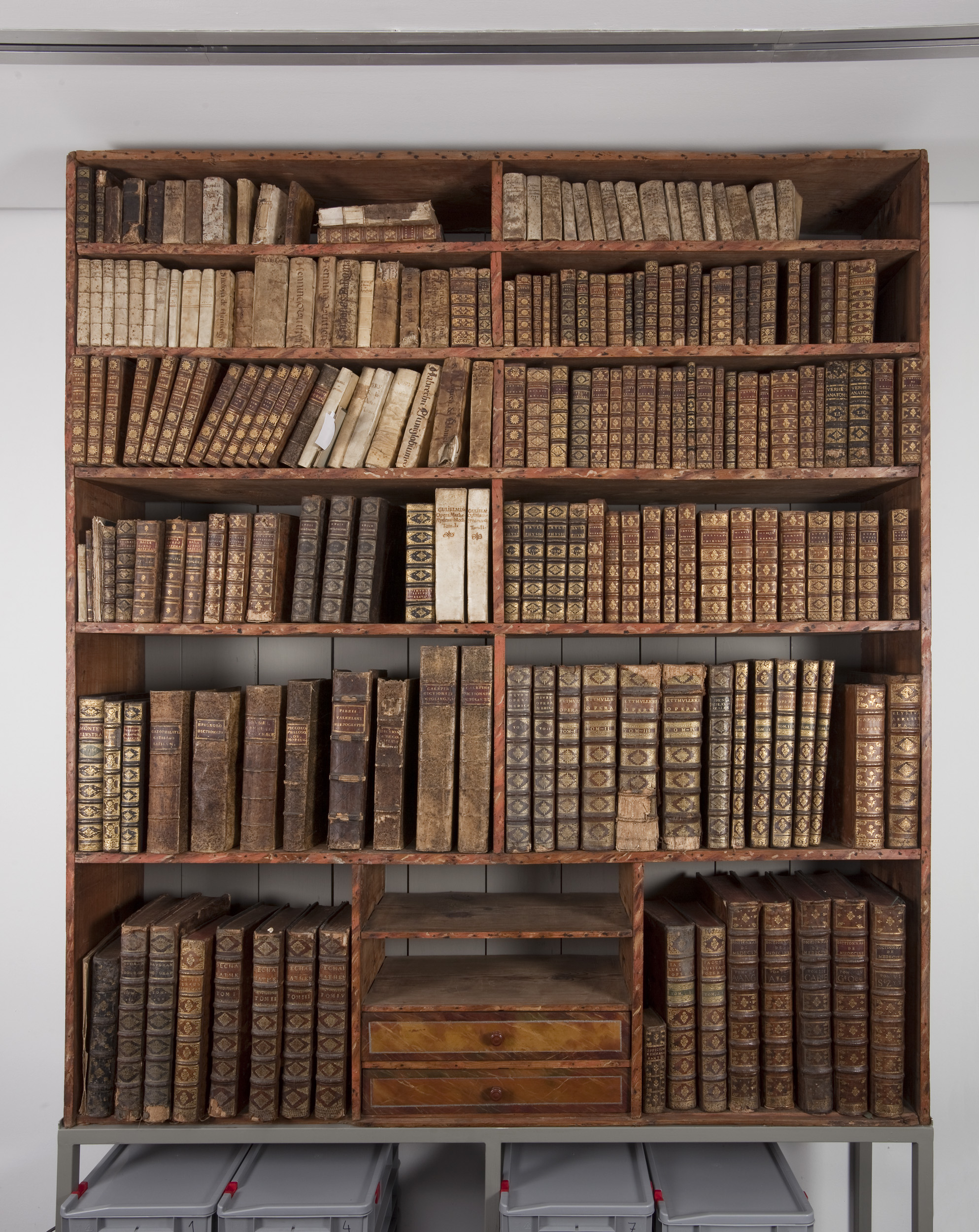
Biblioteca Salvador. Fotografia: Jordi Vidal F.

La biblioteca esdevé l'instrument principal per identificar, ordenar i classificar les peces recol·lectades durant els diversos viatges i també fruit de l'intercanvi i les aportacions d'altres col·leccionistes. Es cercaven les novetats bibliogràfiques més recents i també llibres més antics per tal de completar el que es considerava la bibliografia canònica sobre temes d'interès en aquell moment. La biblioteca esdevé, també, com l'instrument per confrontar les pròpies observacions amb el saber dels clàssics.
L'afecció dels Salvador pels llibres no era tant una qüestió merament bibliofílica o passió d'antiquari. En aquell moment, el saber acumulat durant la història continuava plenament vigent sense afectar-li l'obsolescència característica de la ciència actual. Entre les obres que trobem a la biblioteca Salvador estan les relacionades amb Aristòtil, Teofrast, Dioscòrides o Plini el Vell, però també les obres que transmetien aquest coneixement a través de la cultura islàmica i jueva. L'obra de Ramon Llull també es troba present.
La biblioteca Salvador arribà a contenir més d'un miler de volums convertint-se en una de les més importants d'origen laic. La biblioteca tenia un alt grau d'especialització i era multilingüe, amb el llatí com a llengua de més de la meitat dels llibres, però també amb altres en italià, francès, anglès, alemany, portugués i, naturalment, en castellà i català. Destaca la presència de les primeres revistes científiques, publicades a Itàlia, França i Anglaterra i amb una gran diversitat temàtica.
Pel que fa a la cronologia, els llibres anteriors a 1620 suposen el 22%, els coetanis als personatges centrals de la nissaga (l'avi Joan, el pare Jaume i els fills Joan i Josep) suposen aproximadament el 74% i la resta a partir de 1760 no arriben al 5%.
Quan a la procedència geogràfica, el 25% dels llibres estaven impresos a París o Lió, dos dels centres productors pioners a Europa, el 14% ho estaven a Ginebra i Venècia i, a continuació, destaquen els procedents d'Amsterdam, Londres, Leiden i Barcelona.

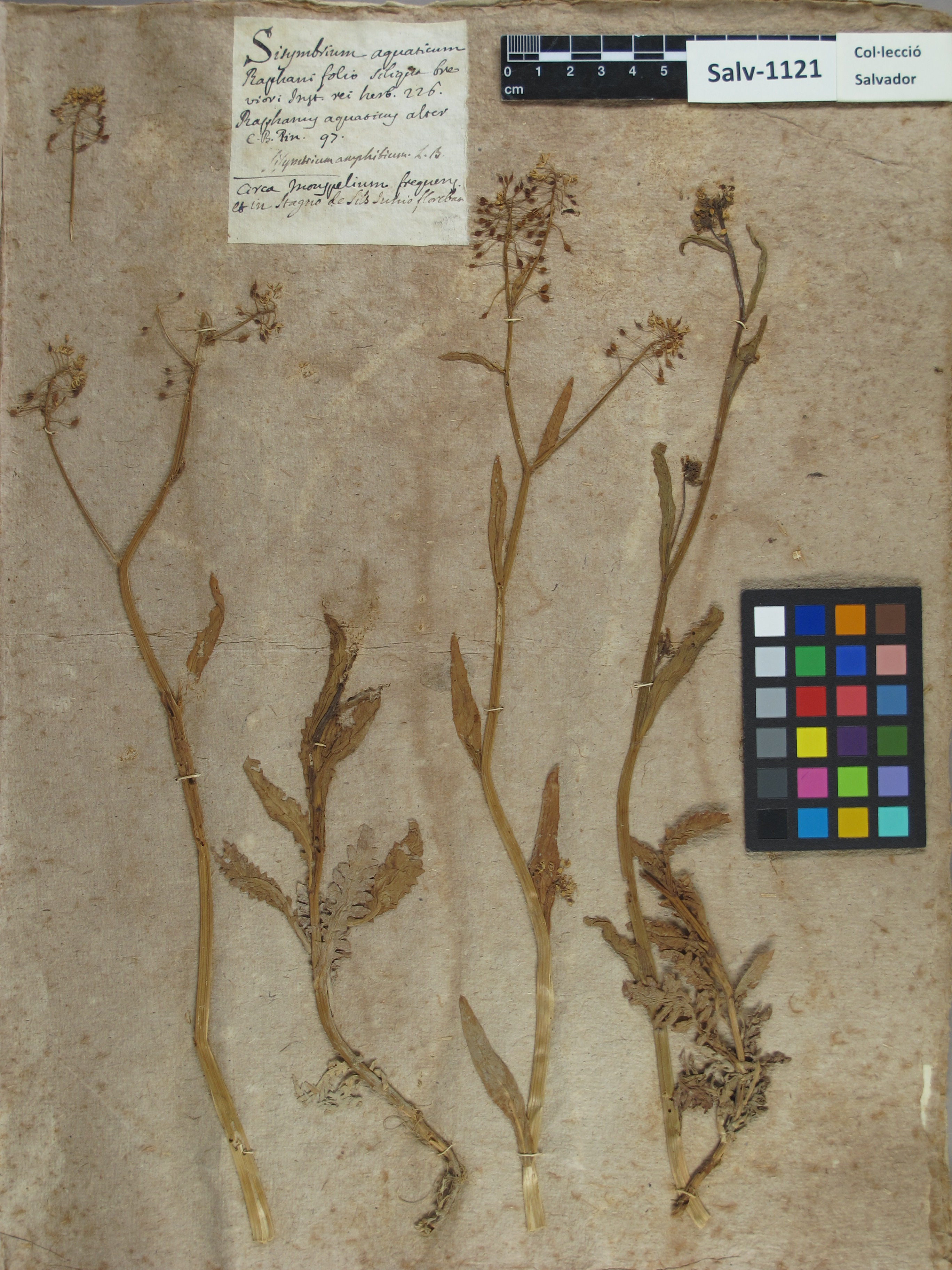
Salv-1121. Plec d'herbari de la col·lecció Salvador. Fotografia: Natàlia Hervás

Quant a la distribució per matèries, evitant l'anacronisme de fer un paral·lelisme amb les disciplines actuals, és bo apropar-se al caràcter general dels usos intel·lectuals i pràctics que els Salvador feien de la seva biblioteca. I també entendre que l'ordre dels llibres d'una biblioteca reflecteix, també, l'ordre del saber d'una època. Així, la característica principal de la biblioteca és el seu caràcter eminentment professional; dos terços dels llibres de la biblioteca estan relacionats amb la condició d'apotecaris i col·leccionistes de meravelles naturals. L'altre terç reflexa també la resta d'interessos culturals dels seus propietaris: els clàssics, llibres de formació, de religió, d'espiritualitat, per a l'esbarjo.

### L'herbari Salvador

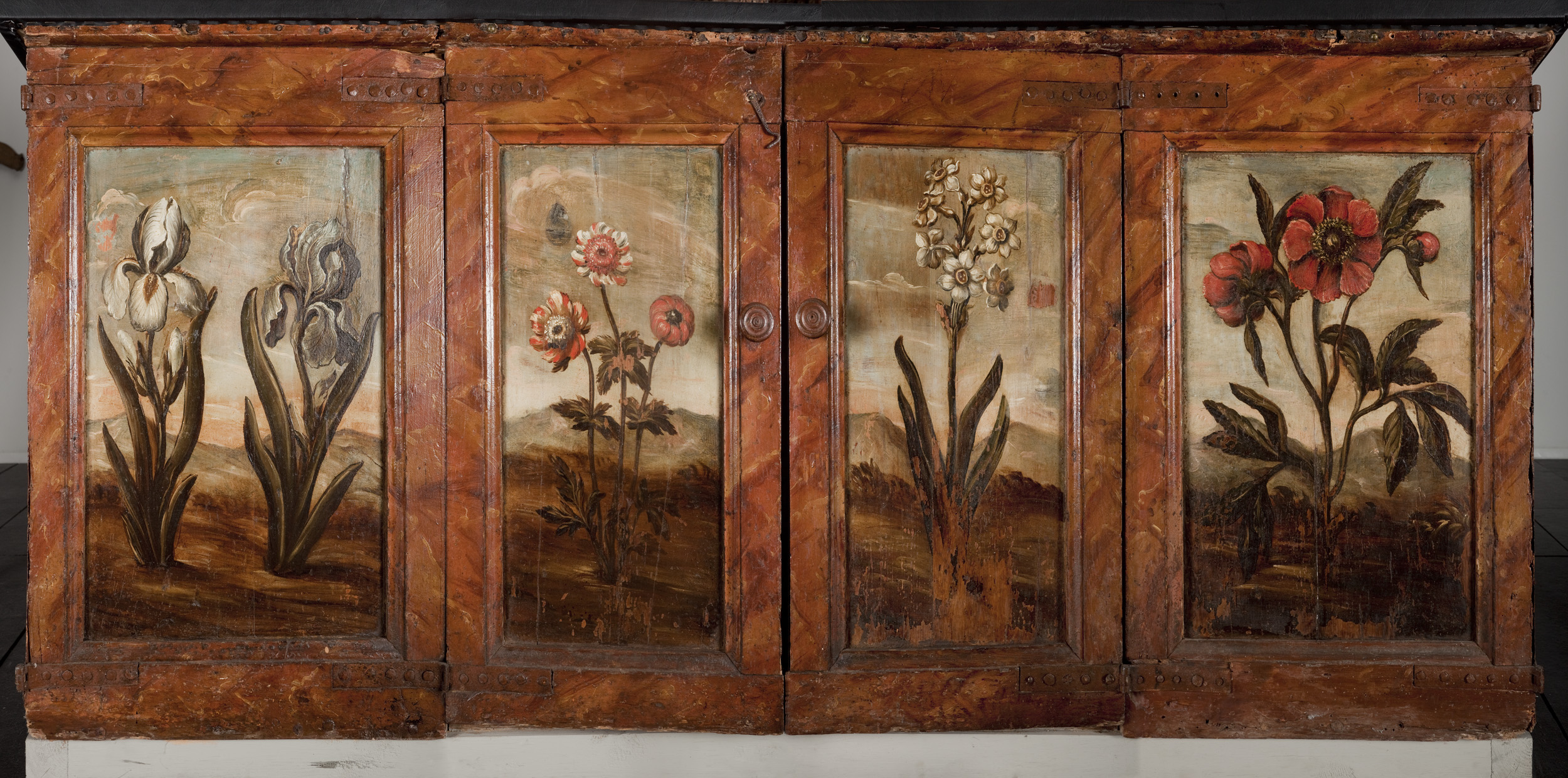
Moble de l'Herbari Salvador. Fotografia: Jordi Vidal F.

L'herbari, un dels més antics i ben documentats d'Espanya: Segons alguns historiadors, l'herbari és, encara, més important que la biblioteca des del punt de vista científic. està ordenat segons el sistema de Tournefort i els noms mitjançant els quals es van classificar els espècimens segueixen un sistema anterior al proposat per Linné, sistema que actualment s'utilitza universalment. Principalment està conformat per espècies florals recollides entre els segles xvii i XVIII per Joan Salvador i el seu pare Jaume. Se'n conserven un total de 4025 plecs amb etiquetes manuscrites per Joan Salvador però només 45 d'aquests exemplars estan datats entre els anys 1700 i 1745. Com a curiositat podem constatar que els plecs inclouen la procedència geogràfica de l'espècimen.
Per fer-nos una idea del pes d'aquesta col·lecció i dels contactes de la família Salvador, l'herbari de Hans Sloane posseeix 1101 plecs d'aquesta col·lecció.
A partir de 1946, aquest herbari va passar a formar part, íntegrament, de les col·leccions de l'Institut Botànic de Barcelona, esdevenint un resum dels coneixements que sobre la flora del nostre país havien aconseguit les quatre generacions de la família Salvador, que van treballar des de l'any 1622 al 1761, i van rebre les donacions de grans mestres de la fitologia que van travar relació científica amb els seus autors.

### El jardí botànic dels Salvador
A part de l'elaboració d'un gabinet de ciències naturals, els Salvador també van tenir cura d'un jardí botànic a Sant Joan Despí. Va ser iniciat per Jaume Salvador i Pedrol al darrer terç del segle xvii per cultivar-hi plantes mencionades al seu herbari. Degut a la Guerra de Successió va haver de ser replantat de nou al segle xviii. És considerat el primer jardí botànic d'Espanya.